# 2014年のサッカー
この項目では、2014年のサッカー界の動きについてまとめる。

## できごと

### 1月
1日
- - 【JFA】第93回天皇杯全日本サッカー選手権大会決勝で、横浜F・マリノスがサンフレッチェ広島を2-0で下し、横浜F・マリノスとなって初、前身の日産自動車サッカー部時代以来21年ぶり7回目の優勝。

13日
- - 【JFA・高体連】第92回全国高等学校サッカー選手権大会決勝戦が国立霞ヶ丘競技場陸上競技場で行われ富山第一（富山）が延長戦の末星稜（石川）を3－2で下し初優勝。
  - 【FIFA】2013年のFIFAバロンドール授賞式がスイスのコングレスハウス・チューリッヒで行われ、レアル・マドリードのクリスティアーノ・ロナウドが5年ぶり2度目の受賞に輝いた。なお女子最優秀選手賞に女子ユーロ優勝に貢献したドイツ代表のナディネ・アンゲラーが初受賞。

16日
- - 【JFA・高体連】第22回全日本高等学校女子サッカー選手権大会決勝がヤマハスタジアムで行われ日ノ本学園（関西第1・兵庫）が藤枝順心（東海第1・静岡）を4－1で下し3年ぶり2回目の優勝。

19日
- - 【JFA・JUWFA】第22回全日本大学女子サッカー選手権大会決勝が味の素フィールド西が丘で行われ、吉備国際大学（中国第1）が筑波大学（関東第6）を延長戦の末2-1で下し初優勝。

31日
- - 【Jリーグ】理事会が開かれ大東和美チェアマンが退任し、後任に村井満理事（元リクルートエージェント社長）が就任。

### 2月
22日
- - 【Jリーグ・JFA】ゼロックススーパーカップが国立競技場で行われ、サンフレッチェ広島が2-0で横浜F・マリノスを下し2年連続3回目の優勝。

### 3月
13日
- - 【Jリーグ】3月8日に埼玉スタジアム2002行われたJリーグ ディビジョン1第2節「浦和レッズ対サガン鳥栖」戦において、一部の浦和サポーターによりホーム側ゴール裏入場ゲート入口に差別的横断幕が掲出された[1]。この問題に関してJリーグチェアマンの村井満は浦和への譴責処分と併せ、3月23日に行われる第4節の清水エスパルス戦を無観客試合として開催することを発表した[1]。これを受け浦和側も問題を起こしたサポーターの無期限活動停止及び入場禁止、社長の報酬返上などの処分を発表した[2]。

26日
- - 【AFC】AFCアジアカップ2015の組み合わせ抽選会が行われ、 日本はグループDに入り、AFCチャレンジカップ2014優勝国（5月30日 パレスチナに決定）、 イラク、 ヨルダンと同組になることが決定。

29日
- - 【JFA】 日本サッカー協会の評議員会及び理事会が行われ、初の女性副会長に国立西洋美術館長を務める馬渕明子が就任。また現会長の大仁邦彌の再任、及びJリーグチェアマンの村井満の副会長就任を発表した[3]。

### 4月
9日
- - 【Jリーグ】ベガルタ仙台はグラハム・アーノルド監督の退任と渡邉晋ヘッドコーチの監督昇格を発表。

17日
- - 【AFC】AFCチャレンジカップを2014年大会を以て廃止し、同時にAFCアジアカップの本大会出場チーム数を2019年大会から24に拡大することを発表した[4]。

### 5月
10日
- - 【AFC・フットサル】2014 AFCフットサル選手権決勝で、 日本が イランに2-2で引き分けた後、PK戦3-0で勝利し、2大会連続3回目の優勝を果たした[5]。

12日
- - 【FIFA】6月12日に開幕する2014 FIFAワールドカップの日本代表23名が発表。

24日（現地）
- - 【UEFA】UEFAチャンピオンズリーグ 2013-14決勝がエスタディオ・ダ・ルスで行われ、レアル・マドリードがアトレティコ・マドリードを延長戦の末4-1で下し、12年ぶり10回目の優勝を果たした。

25日
- - 【AFC】2014 AFC女子アジアカップ決勝で、 日本が オーストラリアを1－0で下し、初優勝を果たした。

### 6月
8日
- - 【JFL】JFL 1stステージ第13節でHonda FCが佐川印刷京都に3-1で勝利して、1stステージ1位でJFLチャンピオンシップの出場権を獲得。

9日
- - 【Jリーグ】セレッソ大阪がランコ・ポポヴィッチ監督との契約解除を発表。

12日
- 【FIFA】2014 FIFAワールドカップブラジル大会の開会式と開幕戦がサンパウロアリーナで行われた。開幕戦はブラジルがクロアチアに3-1で勝利した

16日
- - 【Jリーグ】セレッソ大阪が新監督にマルコ・ペッツァイオリの就任を発表。

18日
- - 【Jリーグ】京都サンガF.C.がバドゥ監督との契約解除を発表。

23日
- - 【Jリーグ】ジェフユナイテッド市原・千葉が鈴木淳監督との契約解除を発表。

25日 （現地）
- - 【JFA】日本代表のアルベルト・ザッケローニ監督が退任表明。

29日
- - 【Jリーグ】京都サンガF.C.が新監督に川勝良一の就任を発表。

### 7月
1日
- - 【Jリーグ】ジェフユナイテッド市原・千葉が新監督に関塚隆の就任を発表。

8日
- - 【FIFA】FIFAワールドカップブラジル大会の準決勝でドイツが開催国のブラジルに7対1で勝利し、決勝進出。準決勝での7得点はワールドカップ史上最多で、6点差がついたのは同史上初[7]。ドイツのミロスラフ・クローゼが大会史上最多の通算16得点[8]。

13日 （現地）
- - 【FIFA】2014 FIFAワールドカップ決勝がエスタジオ・ド・マラカナンで行われ、 ドイツが アルゼンチンを延長戦の末1-0で下し、6大会ぶり4回目（東西ドイツ統一後では初）の優勝を果たした。

24日
- - 【JFA】日本サッカー協会が日本代表の新監督にハビエル・アギーレの就任を発表。

30日
- - 【Jリーグ】清水エスパルスはアフシン・ゴトビ監督の解任と大榎克己ユース監督のトップチーム監督就任を発表。

### 8月
8日
- - 【Jリーグ】サガン鳥栖は尹晶煥監督の解任と吉田恵コーチの監督就任を発表。

17日
- - 【なでしこ】プレナスなでしこリーグ・レギュラーシリーズ第18節で首位の浦和レッドダイヤモンズ・レディースがINAC神戸レオネッサに0-1で敗れ、前日にFC吉備国際大学Charmeに0-7で勝利した岡山湯郷Belleが逆転でレギュラーシリーズ優勝が決定。

28日
- - 【Jリーグ】コンサドーレ札幌は財前恵一監督の解任とイヴィッツァ・バルバリッチの監督就任を発表。

29日
- - 【Jリーグ】Jリーグは横浜F・マリノスに制裁金500万円と譴責処分に科すと発表。23日の川崎フロンターレ戦でサポーターがバナナを振った行為は、相手選手を人種差別した行為であると見なした為[9]。

31日
- - 【Jリーグ】大宮アルディージャは大熊清監督の解任と渋谷洋樹コーチの監督就任を発表。

### 9月
8日
- - 【Jリーグ】セレッソ大阪はマルコ・ペッツァイオリ監督の解任と大熊裕司U-18監督のトップチーム監督就任を発表。

15日
- - 【Jリーグ】東京ヴェルディは三浦泰年監督の解任と冨樫剛一ユース監督のトップチーム監督就任を発表。

17日
- - 【なでしこ】伊賀FCくノ一は浅野哲也監督との契約を9月25日付で解除することを発表。

23日
- - 【Jリーグ】J2第33節首位の湘南ベルマーレが京都サンガと2-2で引き分け勝点84とし3位のジュビロ磐田が水戸ホーリーホックに1-4で敗れた為両チームの勝点差が28となり、湘南が9試合を残し2位以内が確定し2年ぶりのJ1復帰が決定。

25日
- - 【Jリーグ】ジュビロ磐田はペリクレス・シャムスカ監督の解任と名波浩の監督就任を発表。

### 10月
11日
- 【Jリーグ】J2第36節で湘南ベルマーレが東京ヴェルディに0-0で引き分けた事により、湘南ベルマーレのJ2優勝が決定。

13日
- 【なでしこ】なでしこリーグ・エキサイティングシリーズ・下位リーグ第4節でFC吉備国際大学Charmeがベガルタ仙台レディースに0-3で敗れて下位リーグ最下位が確定して来季のなでしこリーグ2部降格が決定。同じく伊賀FCくノ一の入れ替え戦行きも決定。

16日
- 【なでしこ】INAC神戸レオネッサは前田浩二監督の辞任を発表。

22日
- 【Jリーグ】J1第29節で徳島ヴォルティスがセレッソ大阪に1－3で敗れ16位以下が確定し、2年ぶりのJ2降格が決定。

25日
- 【なでしこ】INAC神戸レオネッサは熊田喜則の監督就任を発表。

### 11月
1日
- 【Jリーグ】J2第39節で松本山雅FCがアビスパ福岡に2-1で勝利した事により、松本山雅FCの2位が確定し初のJ1昇格が決定。
  - また、同日の試合でカマタマーレ讃岐がギラヴァンツ北九州に1-1で引き分けた事によりカターレ富山の22位が確定し、来季のJ3降格が決定。

2日
- 【なでしこ】プレナスチャレンジリーグ第22節でスペランツァFC大阪高槻がノジマステラ神奈川相模原の2-2の引き分けとなり、この結果スペランツァFC大阪高槻がチャレンジリーグ優勝を決めて来季のなでしこリーグへの自動昇格が決定。

5日
- 【JFL】JFL 2ndステージ第4節[10] で2位のレノファ山口FCはファジアーノ岡山ネクストと0-0の引き分けとなり、この結果佐川印刷京都の2ndステージ1位が決定し、JFLチャンピオンシップの出場権を獲得。

8日
- 【Jリーグ】Jリーグヤマザキナビスコカップ決勝が埼玉スタジアム2002で行われ、ガンバ大阪がサンフレッチェ広島を3-2で勝利して、7年ぶり2度目の優勝。

9日
- 【JFL】JFL 2ndステージ第13節でレノファ山口FCが栃木ウーヴァFCに1-0で勝利したことにより、J3リーグ参入条件となるJFL年間順位4位以内が確定。

15日
- 【Jリーグ】J2第41節でカマタマーレ讃岐が大分トリニータに0-1で敗れて、21位が確定してJ2・J3入れ替え戦に回ることが決定。

16日
- 【Jリーグ】明治安田生命J3リーグ第32節でツエーゲン金沢がFC琉球に1-0で勝利して、J3リーグ優勝とともに来季のJ2昇格が決定。

19日
- 【Jリーグ】この日行われたJリーグ理事会で、レノファ山口FCのJ3入会が承認される。

23日
- 【Jリーグ】J2第42節でジェフユナイテッド千葉が3位、ジュビロ磐田が4位、モンテディオ山形が6位にそれぞれ確定となり、J1昇格プレーオフ出場が決定[11]。
  - 明治安田生命J3リーグ第33節でAC長野パルセイロがYS横浜に6-1で勝利して、2位となり、J2・J3入れ替え戦に回ることが決定。
- 【なでしこ】なでしこリーグ&チャレンジリーグ入替戦第2戦で伊賀FCくノ一は日本体育大学女子サッカー部に2-0で勝利し、第1戦との合計でも4-1となり、伊賀のなでしこリーグ残留が決定[12]。

24日
- 【なでしこ】プレナスなでしこリーグ・エキサイティングシリーズ・上位リーグ第10節で1位浦和レッドダイヤモンズ・レディースはアルビレックス新潟レディースに0-1で敗れ、2位の日テレ・ベレーザは岡山湯郷Belleに1-0で勝利して、勝ち点が共に24で並んだが得失点差で浦和が上回り、浦和の5年ぶり3回目の年間優勝が決定。

29日
- 【Jリーグ】J1第33節でセレッソ大阪が鹿島アントラーズに1-4で敗れ16位以下が確定し、6年ぶり3度目のJ2降格が決定。
- 【JFL】JFLチャンピオンシップ第2戦 佐川印刷京都 vs Honda FCは3-2でHonda FCが勝利。この結果、2戦1勝1分・第1戦の2-2と合わせて合計スコア5-4としたHonda FCの6年ぶり5回目のリーグ優勝が決定。

### 12月
6日
- 【Jリーグ】J1第34節で前節まで首位のガンバ大阪は徳島ヴォルティスに0-0の引き分けだったが、2位浦和レッズ、3位鹿島アントラーズも敗れたため、ガンバ大阪の9年ぶり2回目の優勝が決定。
  - また、同日の試合で清水エスパルスはヴァンフォーレ甲府と0-0の引き分けた事により大宮アルディージャの16位が確定し、11年ぶりのJ2降格が決定。
  - 大雪の為アルビレックス新潟対柏レイソルの試合が中止となり、代替試合は8日にカシマスタジアムで開催。J1の最終節が順延になったのはJリーグ史上初。

7日
- 【Jリーグ】J1昇格プレーオフ決勝は6位モンテディオ山形が3位ジェフユナイテッド千葉に1-0で勝利し、モンテディオ山形の4年ぶり2度目のJ1昇格が決定。
  - 同日に行われたJ2・J3入れ替え戦第2戦でカマタマーレ讃岐がAC長野パルセイロに1-0で勝利。この結果、第1戦の0-0と合わせて合計スコア1-0としたカマタマーレ讃岐のJ2残留とAC長野パルセイロのJ3残留が決定。

13日
- 【JFA】第94回天皇杯全日本サッカー選手権大会決勝が日産スタジアムで行われ、J1ガンバ大阪がJ2モンテディオ山形に3-1で勝利し、5年ぶり4度目の優勝。この結果J1リーグ、Jリーグヤマザキナビスコカップと合わせて国内3冠を達成。国内3冠は2000年の鹿島アントラーズ以来14年ぶり2チーム目[13]。

15日
- 【JFA・リーガ・エスパニョーラ】日本代表のハビエル・アギーレ監督がスペイン1部プリメーラ・ディビシオン（当時）のレアル・サラゴサ時の2010-2011年シーズン最終戦1部残留が掛かった試合で八百長に関わったとしてスペインの検察当局が刑事告発。

20日（現地）
- 【FIFA】FIFAクラブワールドカップ2014決勝がモロッコのスタッド・ド・マラケシュで行われ、欧州代表のレアル・マドリードが南米代表のCAサン・ロレンソ・デ・アルマグロを2-0で下し、初優勝（前身の大会であるトヨタカップを含めると12年ぶり4回目）。

21日
- 【JFA・JUFA】第63回全日本大学サッカー選手権大会決勝が味の素フィールド西が丘で行われ、流通経済大学（関東第6）が関西学院大学（関西第3）を1-0で下し初優勝。

## 国内リーグ・カップ戦優勝クラブ

### ヨーロッパ
- アイスランド
  - 〈リーグ〉ウルヴァルステイルト2014 - ストヤルナン
- アイルランド
  - 〈リーグ〉リーグ・オブ・アイルランド2014 - ダンドークFC
- イスラエル
  - 〈リーグ〉イスラエル・プレミアリーグ2013-14 - マッカビ・テルアビブFC
- イタリア
  - 〈リーグ〉セリエA 2013-2014 - ユヴェントスFC
  - 〈リーグカップ〉コッパ・イタリア2013-14 - SSCナポリ
- イングランド
  - 〈リーグ〉プレミアリーグ2013-2014 - マンチェスター・シティFC
  - 〈オープンカップ〉FAカップ2013-14 - アーセナルFC
  - 〈リーグカップ〉キャピタル・ワン・カップ2014 - マンチェスター・シティFC
- ウェールズ
  - 〈リーグ〉ウェルシュ・プレミアリーグ2013-14 ザ・ニュー・セインツFC
- ウクライナ
  - 〈リーグ〉ウクライナ・プレミアリーグ2013-14 - FCシャフタール・ドネツク
- エストニア
  - 〈リーグ〉メスタリリーガ2014 - FCレバディア・タリン
- オーストリア
  - 〈リーグ〉ブンデスリーガ2013-14 - レッドブル・ザルツブルク
- オランダ
  - 〈リーグ〉エールディヴィジ2013-14 - アヤックス・アムステルダム
  - 〈リーグカップ〉KNVBカップ2014 - PECズヴォレ
- 北アイルランド
  - 〈リーグ〉NIFLプレミアシップ2013-14 - クリフトンビルFC
- ギリシャ
  - 〈リーグ〉ギリシャ・スーパーリーグ2013-14 - オリンピアコスFC
  - 〈リーグカップ〉キペロ・エラーダス2014 - パナシナイコスFC
- クロアチア
  - 〈リーグ〉プルヴァHNL2013-14 - NKディナモ・ザグレブ
- スイス
  - 〈リーグ〉スーパーリーグ2013-14 - FCバーゼル
- スウェーデン
  - 〈リーグ〉アルスヴェンスカン2014 - マルメFF
- スコットランド
  - 〈リーグ〉スコティッシュ・プレミアシップ2013-14 - セルティックFC
  - 〈リーグカップ〉スコティッシュリーグカップ2013-14 - アバディーンFC
- スペイン
  - 〈リーグ〉リーガ・エスパニョーラ2013-2014 - アトレティコ・マドリード
  - 〈リーグカップ〉コパ・デル・レイ2013-14 - レアル・マドリード
- スロバキア
  - 〈リーグ〉ツォルゴン・リーガ2013-14 - ŠKスロヴァン・ブラチスラヴァ
- セルビア
  - 〈リーグ〉セルビア・スーペルリーガ2013-14 - レッドスター・ベオグラード
- チェコ
  - 〈リーグ〉ガンブリヌス・リーガ2013-14 - ACスパルタ・プラハ
- デンマーク
  - 〈リーグ〉デンマーク・スーペルリーガ2013-14 - オールボーBK
- ドイツ
  - 〈リーグ〉ドイツ・ブンデスリーガ2013-2014 - バイエルン・ミュンヘン
  - 〈リーグカップ〉DFBポカール2014 - バイエルン・ミュンヘン
- トルコ
  - 〈リーグ〉スュペル・リグ2013-14 - フェネルバフチェSK
- ノルウェー
  - 〈リーグ〉ティッペリーガエン2014 - モルデFK
- ハンガリー
  - 〈リーグ〉ネムゼティ・バイノクシャーグI2013-14 - デブレツェニVSC
- フランス
  - 〈リーグ〉リーグ・アン2013-2014 - パリ・サンジェルマンFC
  - 〈オープンカップ〉クープ・ドゥ・フランス2014 - EAギャンガン
  - 〈リーグカップ〉クープ・ドゥ・ラ・リーグ2014 - パリ・サンジェルマンFC
- ブルガリア
  - 〈リーグ〉ブルガリアプロサッカーリーグ2013-14 - PFCルドゴレツ・ラズグラド
- ベルギー
  - 〈リーグ〉ジュピラー・プロ・リーグ2013-14 - RSCアンデルレヒト
- ボスニア・ヘルツェゴビナ
  - 〈リーグ〉プレミイェル・リーガ2013-14 - HŠKズリニスキ・モスタル
- ポーランド
  - 〈リーグ〉エクストラクラサ 2013-14 - レギア・ワルシャワ
- ポルトガル
  - 〈リーグ〉リーガ・サグレス2013-14 - SLベンフィカ
- モルドバ
  - 〈リーグ〉ディヴィジア・ナツィオナラ2013-14 - FCシェリフ・ティラスポリ
- ルーマニア
  - 〈リーグ〉リーガ1 2013-14 - FCステアウア・ブカレスト
- ロシア
  - 〈リーグ〉ロシア・プレミアリーグ 2013-14 - PFC CSKAモスクワ

### 南米
- アルゼンチン
  - 〈リーグ〉プリメーラ・ディビシオン - 2013-14後期：CAリーベル・プレート、2014シーズン：ラシン・クルブ
- ウルグアイ
  - 〈リーグ〉プリメーラ・ディビシオン2013-14 - ダヌービオFC
- エクアドル
  - 〈リーグ〉セリエA2014 - CSエメレク
- コロンビア
  - 〈リーグ〉カテゴリア・プリメーラA2014 - 前期：アトレティコ・ナシオナル、後期：インデペンディエンテ・サンタフェ
- チリ
  - 〈リーグ〉プリメーラ・ディビシオン - 2013-14後期：CSDコロコロ、2014-15前期：ウニベルシダ・デ・チレ
- パラグアイ
  - 〈リーグ〉リーガ・パラグアージャ2014 - 前期：クルブ・リベルタ、後期：クルブ・リベルタ
- ブラジル
  - 〈リーグ〉カンピオナート・ブラジレイロ・セリエA 2014 - クルゼイロEC
- ペルー
  - 〈リーグ〉プリメーラ・ディビシオン2014 - スポルティング・クリスタル

### 北中米カリブ海
- アメリカ、カナダ
  - 〈リーグ〉メジャーリーグサッカー2014 - ロサンゼルス・ギャラクシー
  - 〈オープンカップ〉USオープンカップ2014 - シアトル・サウンダーズFC
- コスタリカ
  - 〈リーグ〉プリメーラ・ディビシオン - 2013-14後期：LDアラフエレンセ、2014-15前期：デポルティーボ・サプリサ
- メキシコ
  - 〈リーグ〉プリメーラ・ディビシオン - 2013-14後期：クルブ・レオン、2014-15前期：クルブ・アメリカ

### アフリカ
- アルジェリア
  - 〈リーグ〉アルジェリア・シャンピオナ・ナシオナル2013-14 - USMアルジェ
- エジプト
  - 〈リーグ〉エジプト・プレミアリーグ2013-14 - アル・アハリ
- コートジボワール
  - 〈リーグ〉コートジボワール・プレミア・ディビジョン2014 - セウェ・スポール
- コンゴ民主共和国
  - 〈リーグ〉リナフット2014 - TPマゼンベ
- チュニジア
  - 〈リーグ〉チュニジア・リーグ2013-14 - エスペランス・スポルティーブ・ドゥ・チュニス
- ナイジェリア
  - 〈リーグ〉ナイジェリア・プレミアリーグ2014 - カノ・ピラーズ

### アジア
- イラン
  - 〈リーグ〉ペルシアン・ガルフ・プロリーグ2013-14 - フーラードFC
- オーストラリア
  - 〈リーグ〉Aリーグ2013-14 - ブリスベン・ロアーFC
- 韓国
  - 〈リーグ〉Kリーグ2014 - 浦項スティーラース
  - 〈オープンカップ〉韓国FAカップ2014 - 城南FC
- サウジアラビア
  - 〈リーグ〉サウジ・プロフェッショナルリーグ2013-14 - アル・ナスル
- タイ
  - 〈リーグ〉タイ・プレミアリーグ2014 - ブリーラム・ユナイテッドFC
- 中国
  - 〈リーグ〉中国スーパーリーグ2014 - 広州恒大淘宝足球倶楽部
- 日本
  - 〈リーグ〉J1リーグ 2014 - ガンバ大阪
  - 〈オープンカップ〉第93回天皇杯 - 横浜F・マリノス
  - 〈オープンカップ〉第94回天皇杯 - ガンバ大阪
  - 〈リーグカップ〉2014Jリーグヤマザキナビスコカップ - ガンバ大阪
- ベトナム
  - 〈リーグ〉Vリーグ 2014 - ベカメックス・ビンズオン

## クラブチームによる国際大会
CONCACAFチャンピオンズリーグ2013-14
- 4月23日（決勝）
  -  クルス・アスル（16大会ぶり6回目）

UEFAヨーロッパリーグ 2013-14
- 5月14日（決勝）
  -  セビージャFC（7年ぶり3回目）

OFCチャンピオンズリーグ2013-14
- 5月18日（決勝）
  -  オークランド・シティFC（4年連続6回目）

UEFA女子チャンピオンズリーグ2013-14
- 5月22日（決勝）
  -  VfLヴォルフスブルク（2年連続2回目）

UEFAチャンピオンズリーグ 2013-14
- 5月24日（決勝）
  -  レアル・マドリード（12年ぶり10回目）

スルガ銀行チャンピオンシップ2014
- 8月6日・日立柏サッカー場
  -  柏レイソル 2 - 1  CAラヌース
    - 柏レイソルは初優勝。

2014 UEFAスーパーカップ
- 8月12日
  -  レアル・マドリード（12年ぶり2回目）

コパ・リベルタドーレス2014
- 8月13日（決勝）
  -  CAサン・ロレンソ・デ・アルマグロ（初優勝）

AFCカップ2014
- 10月18日（決勝）
  -  アル・カーディシーヤ・クウェート（初優勝）

AFCチャンピオンズリーグ2014
- 11月1日（決勝）
  -  ウェスタン・シドニー・ワンダラーズFC（初優勝）

CAFチャンピオンズリーグ2014
- 11月1日（決勝）
  -  ESセティフ（16年ぶり2回目）

国際女子サッカークラブ選手権2014
- 12月6日（決勝）
  -  サン・ジョゼEC（初優勝）

コパ・スダメリカーナ2014
- 12月3日、12月10日（決勝）
  -  CAリーベル・プレート（初優勝）

FIFAクラブワールドカップ2014
- 12月20日
  -  レアル・マドリード（初優勝）

## ナショナルチームによる国際大会
AFCチャレンジカップ2014
- 5月19日 - 5月30日（ モルディブ）
  -  パレスチナ（初優勝）

2014 FIFAワールドカップ
- 6月12日 - 7月13日（ ブラジル）
  -  ドイツ（6大会ぶり4回目）

### 年代別代表
AFC U-16選手権2014
- 9月6日 - 9月20日（ タイ）
  -  北朝鮮（2大会ぶり2回目）

2014年アジア競技大会におけるサッカー競技・男子
- 9月14日 - 10月2日（ 韓国）
  -  韓国（7大会ぶり4回目）

AFC U-19選手権2014
- 10月9日 - 10月23日（ ミャンマー）
  -  カタール（初優勝）

### 女子
アルガルヴェ・カップ2014
- 3月5日 - 3月12日（ ポルトガル）
  -  ドイツ（2大会ぶり3回目）

キプロス・カップ2014
- 3月5日 - 3月12日（ キプロス）
  -  フランス（2大会ぶり2回目）

2014 FIFA U-17女子ワールドカップ
- 3月15日 - 4月4日（ コスタリカ）
  -  日本（初優勝）

2014 AFC女子アジアカップ
- 5月14日 - 5月25日（ ベトナム）
  -  日本（初優勝）

2014 FIFA U-20女子ワールドカップ
- 8月5日 - 8月24日（ カナダ）
  -  ドイツ（2大会ぶり3回目）

2014年アジア競技大会におけるサッカー競技・女子
- 9月14日 - 10月1日（ 韓国）
  -  北朝鮮（2大会ぶり3回目）

### フットサル
2014 AFCフットサル選手権
- 4月30日 - 5月10日（ ベトナム）
  -  日本（2大会連続3回目）

## 日本

### クラブチームによる国内大会

#### 男子中心
第93回天皇杯全日本サッカー選手権大会
- 決勝 1月1日・国立霞ヶ丘競技場陸上競技場
  - 横浜F・マリノス 2 - 0 サンフレッチェ広島
    - 横浜F・マリノスは前身の日産FC横浜マリノス時代以来21年ぶり7回目の優勝

FUJI XEROX SUPER CUP2014
- 2月22日・国立霞ヶ丘陸上競技場
  - サンフレッチェ広島 2 - 0 横浜F・マリノス
    - サンフレッチェ広島は2年連続3回目の優勝。

第50回全国社会人サッカー選手権大会
- 決勝 10月1日・上富田スポーツセンター球技場
  - FC大阪 2 - 0 クラブ・ドラゴンズ
    - FC大阪は初優勝。

Jリーグヤマザキナビスコカップ2014
- 決勝 11月8日・埼玉スタジアム2002
  - ガンバ大阪 3 - 2  サンフレッチェ広島
    - ガンバ大阪は7年ぶり2回目の優勝。

第38回全国地域サッカーリーグ決勝大会
- 11月7日 - 11月24日
  - 優勝 奈良クラブ（初優勝）

第16回日本フットボールリーグ (JFL)
- 3月16日 - 11月29日
  - 優勝 Honda FC（6年ぶり5回目）

Jリーグ 2014
- J3
  - 3月9日 - 11月23日
    - 優勝 ツエーゲン金沢（初優勝）
- J2
  - 3月2日 - 11月30日
    - 優勝 湘南ベルマーレ（初優勝）
- J1
  - 3月1日 - 12月8日
    - 優勝 ガンバ大阪（9年ぶり2回目）

第94回天皇杯全日本サッカー選手権大会
- 決勝 12月13日・日産スタジアム
  - ガンバ大阪 3 - 1 モンテディオ山形
    - ガンバ大阪は前身の松下電器時代も含めて5年ぶり4回目の優勝。

#### 女子
2014 日本女子サッカーリーグ
- なでしこリーグ年間優勝浦和レッドダイヤモンズ・レディース 勝点24、得失点差+9（5年ぶり3回目）
- なでしこリーグレギュラーシリーズ1位 岡山湯郷Belle 勝点36
- なでしこチャレンジリーグ優勝スペランツァFC大阪高槻 勝点53

#### 学生・ユースクラブ
JOCジュニアオリンピックカップ 第17回全日本女子ユースサッカー選手権大会
- 決勝 1月7日・J-GREEN堺S1
  - 日テレ・メニーナ（関東1/東京）4 - 0 浦和レッドダイヤモンズ・レディースユース（関東3/埼玉）
    - 日テレ・メニーナは4連覇（史上初）。

第92回全国高等学校サッカー選手権大会
- 決勝 1月13日・国立霞ヶ丘陸上競技場
  - 富山第一（富山）3 - 2（延長）星稜（石川）
    - 富山第一高校は初優勝（富山県勢としても初優勝）。

※第4回全日本女子ユース (U-15) フットサル大会
- 決勝 1月13日・三重県営サンアリーナピッチA
  - FCヴィトーリア（関西/大阪）5 - 3（延長）クラブフィールズ・リンダ（北海道/北海道）
    - FCヴィトーリアは初優勝。

第22回全日本高等学校女子サッカー選手権大会
- 決勝 1月16日・ヤマハスタジアム
  - 藤枝順心高校（東海1/静岡）1 - 4 日ノ本学園高校（関西1/兵庫）
    - 日ノ本学園高校は2度目の優勝。

第22回全日本大学女子サッカー選手権大会
- 決勝 1月19日・味の素フィールド西が丘
  - 筑波大学（関東6/茨城）1 - 2（延長）吉備国際大学（中国1/岡山）
    - 吉備国際大学は初優勝。

第38回日本クラブユースサッカー選手権 (U-18)大会
- 決勝 8月2日・ニッパツ三ツ沢球技場
  - 三菱養和SCユース（関東/東京）1 - 0 FC東京U-18（関東/東京）
    - 三菱養和SCユースは31年ぶり3度目の優勝。

平成26年度全国高等学校総合体育大会
- 男子決勝 8月8日・山梨中銀スタジアム
  - 東福岡（福岡）4 - 1（延長）大津（熊本）
    - 東福岡高校は17年ぶり2度目の優勝。
- 女子決勝 8月6日・駒沢オリンピック公園総合運動場陸上競技場
  -  日ノ本学園高校（近畿1/兵庫）7 - 0 京都精華女子（近畿2/京都）
    - 日ノ本学園高校は3年連続3度目の優勝。

第38回総理大臣杯全日本大学サッカートーナメント
- 決勝 8月17日・キンチョウスタジアム
  - 流通経済大学（関東5/茨城）2 - 1 法政大学（関東6/東京）
    - 流通経済大学は2年連続3度目の優勝。

高円宮杯U-18サッカーリーグ2014チャンピオンシップ
- 決勝 12月14日・埼玉スタジアム2002
  - セレッソ大阪U-18（プレミアリーグWEST）1 - 0 柏レイソルU-18（プレミアリーグEAST）
    - セレッソ大阪U-18は初優勝。

第63回全日本大学サッカー選手権大会
- 決勝 12月21日・味の素フィールド西が丘
  - 流通経済大学（関東6/茨城）1 - 0 関西学院大学（関西3/兵庫）
    - 流通経済大学は初優勝。

第22回Jリーグユース選手権大会
- 決勝 12月23日・ヤンマースタジアム長居
  - 鹿島アントラーズユース 1 (PK 4-3) 1 ガンバ大阪ユース
    - 鹿島アントラーズユースは10年ぶり3度目の優勝。

## 死去
カッコ内は生年
- 1月5日 -  エウゼビオ（ポルトガル代表 * 1942年）
- 2月1日 -  ルイス・アラゴネス（元スペイン代表監督 * 1938年）
- 2月8日 -  マイコン（* 1988年）
- 2月8日 -  フィリップ・マユ（フランス代表 * 1956年）
- 2月13日 -  リチャード・メラー・ニールセン（元デンマーク代表監督 * 1937年）
- 2月25日 -  マリオ・コルナ（ポルトガル代表 * 1935年）
- 3月10日 -  山崎芳樹（東洋工業蹴球部（現サンフレッチェ広島）創設者 * 1914年）
- 3月20日 -  イウデラウド・ルイス・ベリーニ（ブラジル代表 * 1930年）
- 4月18日 -  ディラン・トンビデス（U-23オーストラリア代表 * 1994年）
- 4月25日 -  ティト・ビラノバ（元FCバルセロナ監督 * 1968年）
- 4月27日 -  ヴヤディン・ボシュコヴ（元ユーゴスラビア代表監督 * 1931年）
- 5月9日 -  田部和良（元アビスパ福岡・FC琉球ゼネラルマネージャー * 1961年）
- 6月1日 -  マリーニョ・シャガス（ブラジル代表 * 1952年）
- 6月7日 -  フェルナンドン（ブラジル代表 * 1978年）
- 6月13日 -  グロシチ・ジュラ（ハンガリー代表 * 1926年）
- 6月19日 -  イブラヒム・トゥーレ（* 1985年）
- 7月7日 -  アルフレッド・ディ・ステファノ（アルゼンチン代表、コロンビア代表、スペイン代表 * 1926年）
- 7月19日 -  アンドレアス・ビアマン（英語版）（* 1980年）
- 7月30日 -  フリオ・グロンドーナ（アルゼンチンサッカー協会会長、元FIFA副会長 * 1931年）
- 8月1日 -  ヴァリャンツィン・ビアルケヴィッチ（英語版）（ベラルーシ代表 * 1973年）
- 8月23日 -  アルベルト・エボッセ（* 1989年）
- 9月13日 -  ミラン・ガリッチ（ユーゴスラビア代表 * 1938年）
- 9月17日 -  アンドリー・フシン（ウクライナ代表 * 1972年）
- 9月25日 -  グナー・ザチャリアセン（フェロー語版）（U-21フェロー諸島代表 * 1992年）
- 10月4日 -  フョードル・チェレンコフ（ソビエト連邦代表 * 1959年）
- 10月6日 -  セルゲイ・ザカルリュカ（ウクライナ代表 * 1976年）
- 10月13日 -  ポントゥス・セゲルストレーム（英語版）（ * 1981年）
- 10月17日 -  奥大介（日本代表 * 1976年）
- 10月17日 -  ゲロ・ビサンツ（英語版）（元ドイツ女子代表監督* 1935年）
- 10月26日 -  センゾ・メイワ（南アフリカ共和国代表 * 1987年）
- 10月29日 -  クラス・インゲソン（スウェーデン代表 * 1968年）
- 11月15日 -  ヴァレリー・メザグ（カメルーン代表 * 1983年）